# Клемсон (Јужна Каролина)
Клемсон (енгл. Clemson) град је у америчкој савезној држави Јужна Каролина.

## Демографија
По попису из 2010. године број становника је 13.905, што је 1.966 (16,5%) становника више него 2000. године.
| Група             | 2000.         | 2010.          |
| Белци             | 9.540 (79,9%) | 10.822 (77,8%) |
| Афроамериканци    | 1.359 (11,4%) | 1.437 (10,3%)  |
| Азијати           | 684 (5,7%)    | 1.127 (8,1%)   |
| Хиспаноамериканци | 217 (1,8%)    | 308 (2,2%)     |
| Укупно            | 11.939        | 13.905         |